# Broken Bay
Broken Bay è una baia situata 50 km a nord di Sydney, sulla costa del Nuovo Galles del Sud, in Australia.
L'entrata della baia si trova tra l'isola di Barrenjoey a Palm Beach, e Box Head, un sobborgo di Gosford. L'ingresso ha tre bracci, che sono l'estuario del fiume Hawkesbury ad ovest, Pittwater a sud, e Brisbane Water a nord. Lion Island si trova all'interno delle acque nella Broken Bay. Viene chiamata in questo modo perché la conformazione dell'isola rimanda alla forma di un leone seduto. È una riserva naturale ed ha una colonia di pinguini minori.
Il nome alla baia fu dato da James Cook che attraversò quelle acque il 6 maggio 1770, descrivendo la zona come "una terra spezzata che sembra formare una baia".
Il 28 novembre 2005, l'autore di documentari Damien Lay affermò che i resti di un sommergibile giapponese, sparito dopo l'attacco al porto di Sydney del giugno del 1942, si trovava sul fondo della baia, poco più a est di Lion Island. Lay affermò, inoltre, che il quantitativo di rame ritrovato sul fondo del mare era consistente e lasciava pensare che fosse dello stesso tipo usato per la costruzione di vascelli e sottomarini giapponesi durante la seconda guerra mondiale. Comunque, il Ministro del Nuovo Galles del Sud, Frank Sartor, annunciò che alcuni studi condotti con i sonar in quei tratti (studi effettuati dal New South Wales Heritage Office), non condussero ad alcuna significativa traccia.
La diocesi cattolica di Broken Bay, fondata nel 1986 ha la sede vescovile nella cittadina di Wahroonga.

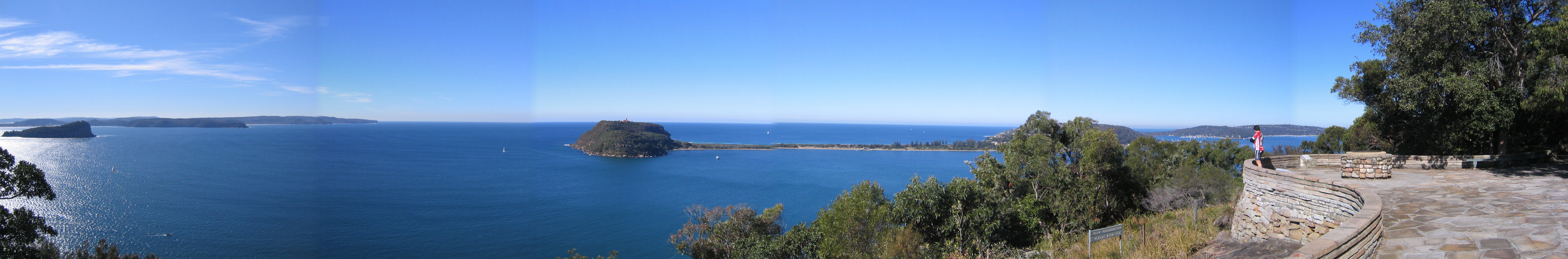
Vista panoramica di Broken Bay